# Microsoft Virtual Server
Microsoft Virtual Server ist eine Virtualisierungssoftware, welche die Administration und den Zugriff auf mehrere virtuelle Maschinen ermöglicht.

## Überblick
Ähnlich dem Virtual PC wird eine komplette Laufzeitumgebung für das Gast-OS zur Verfügung gestellt, ohne dass dieses Auswirkungen auf das Host-OS hat.
Dies ermöglicht den Betrieb mehrerer Betriebssysteme auf einem Server.
Microsoft Virtual Server ermöglicht jedoch im Gegensatz zu Windows Virtual PC eine direkte Verbindung zu den Gastsystemen, ohne den Umweg über das Host-OS.
Bei Virtual Server 2005 R2 handelt es sich um eine Hybrid-Virtualisierungslösung. Das bedeutet, der VMM (Virtual Machine Monitor) läuft parallel zum Host-Betriebssystem.
Es gibt zwei verschiedene Ausgaben:
- Virtual Server 2005 Standard Edition
- Virtual Server 2005 Enterprise Edition

Im Januar 2015 wurde der Support für Virtual Server 2005 und Virtual Server 2005 R2 eingestellt. Virtual Server konnte kostenlos von der Microsoft-Website bezogen werden.

## Systemvoraussetzungen
Die Mindestanforderungen sind für Virtual Server 2005 R2:
- Prozessor: Pentium III, Athlon mit 550 MHz oder mehr (1,0 GHz wird empfohlen)
- Arbeitsspeicher: 256 MB
- Wirtsbetriebssystem:
  - Windows Server 2003
  - Windows Server 2003 x64 Edition
  - Windows XP Professional (ab SP2) - nicht für Produktionsumgebungen!

Seit Server 2005 R2 SP1 wird auch Hardwarevirtualisierung (Native Virtualization) von Intel (Intel VT) und AMD (AMD-V) unterstützt.
Jedes installierte Gastbetriebssystem muss separat lizenziert werden.

## Grundlagen

### Virtuelle Festplatte
Um ein Gastbetriebssystem zu installieren, ist es notwendig, eine virtuelle Festplatte zu erstellen. Das Dateiformat dazu wurde Virtual Hard Disk, mit der Dateierweiterung .vhd, genannt. Diese Festplatten können entweder mit einer festen oder einer dynamischen Größe angelegt werden. Bei der dynamischen Größe wird beim Erzeugen lediglich die maximale Größe festgelegt, welche die Containerdatei nicht überschreiten darf. Bei der festen Größe wird die Datei exakt so groß wie beim Erzeugen angegeben – wobei es keine Rolle spielt, ob sie tatsächlich mit Daten gefüllt ist oder nicht.

### Konfigurationsdatei
Für jede virtuelle Maschine wird eine Konfigurationsdatei mit der Endung .vmc angelegt. In dieser Datei werden Parameter wie Arbeitsspeicher, Netzwerkkonfigurationen, Name etc. gespeichert. Die Datei liegt im XML-Format vor und kann mit einem beliebigen Texteditor geöffnet und bearbeitet werden.

### Administration
Sowohl Festplatte als auch Konfigurationsdatei werden über eine Weboberfläche verwaltet, die auf dem Microsoft Web-Server IIS läuft. Es gibt jedoch auch die Möglichkeit ein Virtual Server System „remote“ zu verwalten. In der Administrationsoberfläche kann die Konfigurationsdatei bearbeitet werden, es können Microsoft Virtual Server Add-Ins installiert werden, Skripte ausgeführt werden und viele andere Einstellungen vorgenommen werden.
Zudem werden hier auch die virtuellen Festplatten verwaltet sowie Laufwerke und Netzwerkanbindungen des Host-OS mit dem Gast-OS „verbunden“.

### Virtual Machine-Remotesteuerungsclient
Ähnlich einer RDP-Verbindung wird über den RSC das Gast-OS bedient. Dies passt sich der Auflösung des Host-OS an. Mit Hilfe der Virtual Server Machine Add-Ins ist ein nahtloser Betrieb möglich, beispielsweise kann die Maus im Gast als auch im Host ohne Umschalten verwendet werden. Es gibt auch immer eine Host-Taste (kann eingestellt werden), mit der man aus dem Gast-OS wieder ins Host-OS „springen“ kann, falls beispielsweise das Gastsystem nicht mehr reagiert oder man den Vollbildmodus verlassen möchte (Host + Eingabetaste).

## Eigenschaften
- seit SP1 Beta clusterfähig[5]
- Möglichkeit zur Definition differenzieller Referenzlaufwerke (spart Festplattenspeicher und beschleunigt das Einrichten der virtuellen Server)
- kostenlos nach Registrierung erhältlich
- Es können keine 64-Bit-Betriebssysteme auf den virtuellen Servern installiert werden – selbst wenn der Host ein 64-Bit-System ist und mit der 64-Bit-Version von Virtual Server läuft. Dies kann erst Hyper-V, der Nachfolger von Virtual Server, unter Windows Server 2008.

## Migrationstool
2006 hat Microsoft das Virtual Server 2005 Migration Toolkit präsentiert. Damit lassen sich physische Server in virtuelle Umgebungen migrieren.